# قسم طاغنكوة الجنوبي الريفي (مقاطعة فيروزة)
قسم طاغنكوة الجنوبي الريفي (بالفارسية: دهستان طاغنکوه جنوبی) هي منطقة ريفية تقع في Taghenkoh District في إيران. يقدر عدد سكانها بـ 6,876 نسمة .